# 세타마이정
세타마이정(世田米町)은 이와테현 게센군에 설치되었던 정이다. 현재의 스미타정에 해당한다.